# Чайка (притока Конки)
Чайка (рос. Чайка) — річка в Україні, у Скадовському й Херсонському районах Херсонської області, ліва притока Дніпра (річки Конки, басейн Чорного моря).

## Опис
Довжина річки 20 км, найкоротша відстань між витоком й гирлом — 17,60 км, коефіцієнт звивистості річки — 1,34 . Формується декількома притоками та загатами.

## Розташування
Витікає з лівого берега річки Конки на північній околиці міста Олешки. Тече переважно на південний захід через Кардашинський лиман, село Кардашинку й на північній стороні Чорноморського біосферного заповідника впадає у річку Конку, ліву притоку Дніпра.

## Цікаві факти
- У XIX столітті на лівому березі річки існувало чимало вітряних млинів[1].